# Jean Seunes
Jean Seunes (Casseneuil, 6 novembre 1849 - Rennes, 6 novembre 1920) est un paléontologue et géologue français. 

## Biographie
Il est en poste en à l'École nationale supérieure des mines de Paris de 1888 à 1891 comme préparateur de la collection de la paléontologie. Il est professeur chargé de cours de paléontologie à la Faculté des sciences de Rennes de 1891 à 1919. Paléontologue de renom, il écrit divers articles et ouvrages sur les invertébrés fossiles et consacre l'un d'entre eux en 1896 aux échnidies des faluns de Bretagne. Il y établit la variété bretonne gahardensis de l'échinide regulier Hipponöe parkinsoni.
Il est membre de la société scientifique et médicale de l'ouest en décembre 1891 au moment de sa création.
Il décède en novembre 1920 comme professeur honoraire à la faculté des sciences de Rennes.

## Décorations
Le 28 mai 1891, à l'issue d'un congrès des sociétés savantes à la Sorbonne, il est décoré du titre d'officier d'académie. 

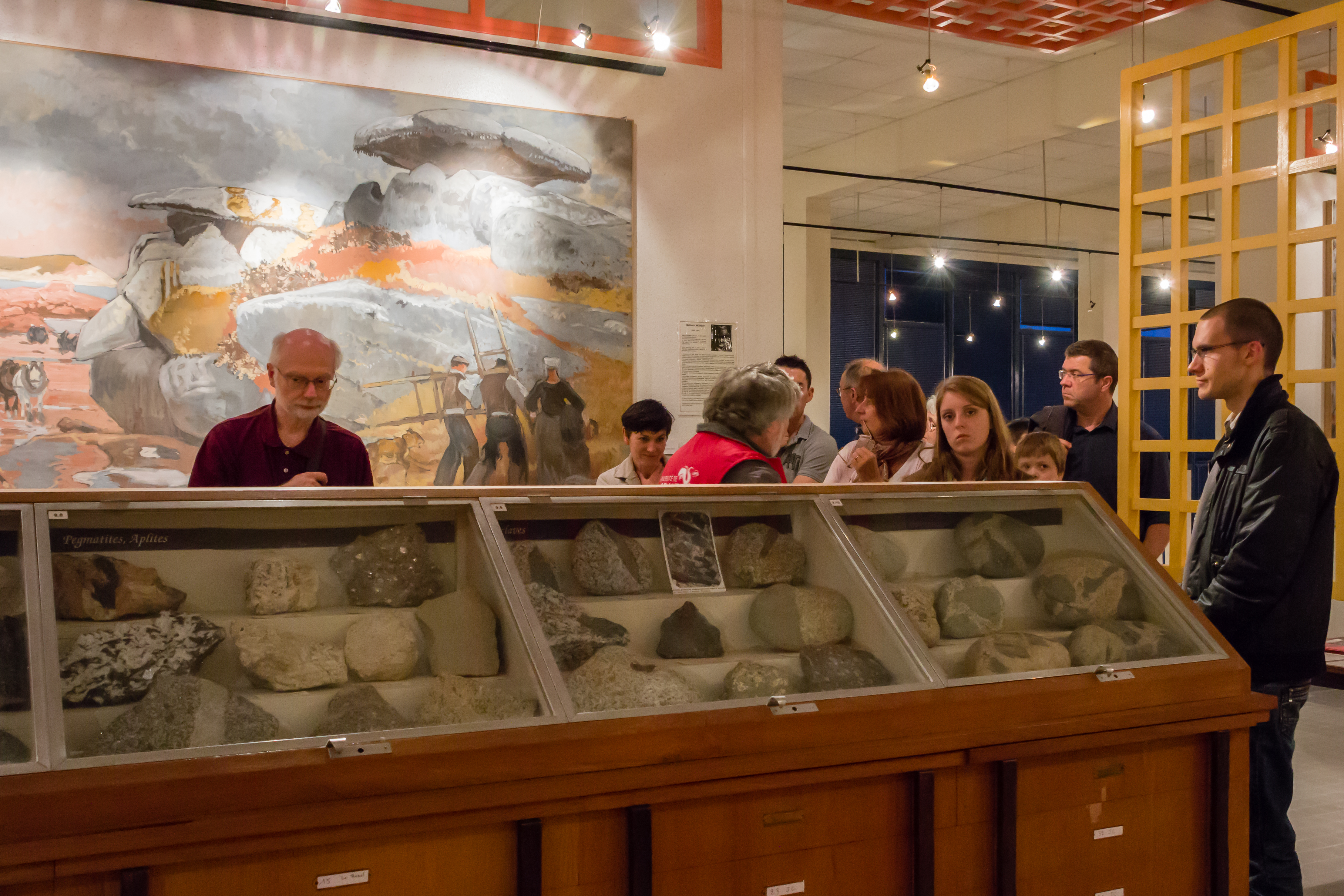
Vitrines des collections de géologie.

## Publications
- Note sur le crétacé supérieur dans les Pyrénées occidentales, Bulletin de la Société géologique de France, série 3, t.XVI, p.779-790, 1888[5].
- Echnides crétacés des Pyrénées occidentales, Bulletin de la Société géologique de France,
- Recherches géologiques sur les terrains secondaires de l'Eocène inférieur de la région sous-pyrénéenne du Sud-Ouest de la France, 1 vol. (250 p.-IX f. de pl.). Bibliographie. p. 241-247. Paris : Dunod , 1890
- Contributions à l'étude des céphalopodes du crétacé supérieur de France, 2 vol. (7 p., pl. II-III ; p. 9-22, pl. XII-XV). Note : T. I, fasc. 1 ; T. II, fasc. 2. Librairie polytechnique Baudry et Cie , 1890-1891
- Sur la présence du dévonien supérieur dans la vallée d'Osseau (Gère-Belestin), Comptes rendus hebdomadaires des séances de l'Académie des sciences, séance du 9 février 1891[6]
- Observations sur le parallèlisme des assises du crétacé supérieur des Pyrénées occidentales (Basses-Pyrénées et Landes), Note de M. Jean Seunes, présentée par M. Fouqué, Comptes rendus hebdomadaires des séances de l'Académie des sciences, tome CXII, p.1325-1327, séance du lundi 8 juin 1891[7].
- Echnides crétacés des Pyrénées occidentales, Bulletin de la société géologique de France, 3e série, t.XIX, p.23-32, 1891[8].
- Sur le crétacé supérieur de la vallée d'Aspe : son âge et ses relations, Comptes rendus hebdomadaires des séances de l'Académie des sciences, 1891[9]
- Dévonien et permocarbonifère de la haute vallée d'Aspe, Comptes rendus hebdomadaires des séances de l'Académie des sciences, 1892[10]
- Note sur la géologie de la haute vallée d'Aspe (Basses-Pyrénées). 20 p. Ministère des Travaux publics. Bulletin des services de la carte géologique de la France et des topographies souterraines, No 34, T. IV, 1892-1893. Paris : Baudry , 1893[11]
- Notes sur quelques Echinides des Faluns miocènes de la Bretagne, Bulletin de la Société scientifique et médicale de l'Ouest, 1896
- Observation sur un gisement tertiaire des bords de la Vilaine aux environs de Rennes, avec Kerforne, Bulletin de la société géologique de France, 4e série, t.I, p.287-288, 1901[12]
- Carte géologique détaillée 1:80 000. 226, Bayonne, par Gaston Vasseur, Jean Seune, Eugène Maury, Justin Savornin et Thomas Hippolyte, Paris, service de la carte géologique de France, 1905[13].
- Esquisse d'une carte géologique de la région sous-pyrénéenne du sud-ouest de la France, Paris, Monrocq, 19..?[14]